# Tanja Pawollek
Tanja Pawollek (Obertshausen, 18 januari 1999) is een in Duitsland geboren voetbalspeelster, die voor Pools elftal uitkomt. Ze speelt als middenvelder voor Eintracht Frankfurt in de Bundesliga.

## Clubcarrière
Pawollek begon met voetballen op vijfjarige leeftijd bij TV Hausen. Na zes jaar bij deze club in haar geboorteplaats te hebben gespeeld, vertrok ze naar SG Rosenhöhe. In de zomer van 2016 tekende ze een driejarig contract bij het toenmalige 1. FFC Frankfurt actief in de Bundesliga. Na negentig minuten te hebben gespeeld voor het tweede elftal tegen het tweede elftal van TSG 1899 Hoffenheim, maakte Pawollek op 4 september 2016 haar debuut in de Bundesliga door in 68e minuut in te vallen voor Saskia Bartusiak. In 2016 won ze een bronzen en in 2018 een gouden Fritz Walter Medaille.
Pawollek maakte jaar eerste doelpunt in de Bundesliga op 30 april 2017 in een 2-2 gelijkspel tegen Bayer 04 Leverkusen. In het seizoen 2019/20 werd ze verkozen tot aanvoerster van de club. Pawollek hielp Eintracht Frankfurt met het behalen van de finale van de DFB Pokal 2020/21, waarin ze een zware knieblessure opliep.
In juli 2020 ging 1. FFC Frankfurt over in Eintracht Frankfurt. In februari 2023 verlengde Pawollek haar contract bij Eintracht Frankfurt tot 30 juni 2025. Pawollek tekende op 30 mei 2025 een contract bij het naar de Bundesliga gepromoveerde 1. FC Union Berlin.

## Statistieken
| Seizoen | Club                                      | Land      | Competitie        | Wedstrijden | Doelpunten |
| ------- | ----------------------------------------- | --------- | ----------------- | ----------- | ---------- |
| 2016/17 | 1. FFC Frankfurt / Eintracht Frankfurt II | Duitsland | Tweede Bundesliga | 2           | 1          |
| 2021/22 | 1. FFC Frankfurt / Eintracht Frankfurt II | Duitsland | Tweede Bundesliga | 3           | 0          |
| 2024/25 | 1. FFC Frankfurt / Eintracht Frankfurt II | Duitsland | Tweede Bundesliga | 4           | 0          |
| 2016/17 | 1. FFF Frankfurt                          | Duitsland | Bundesliga        | 19          | 1          |
| 2017/18 | 1. FFF Frankfurt                          | Duitsland | Bundesliga        | 21          | 2          |
| 2018/19 | 1. FFF Frankfurt                          | Duitsland | Bundesliga        | 22          | 6          |
| 2019/20 | 1. FFF Frankfurt                          | Duitsland | Bundesliga        | 22          | 1          |
| 2020/21 | Eintracht Frankfurt                       | Duitsland | Bundesliga        | 21          | 6          |
| 2021/22 | Eintracht Frankfurt                       | Duitsland | Bundesliga        | 4           | 0          |
| 2022/23 | Eintracht Frankfurt                       | Duitsland | Bundesliga        | 21          | 3          |
| 2023/24 | Eintracht Frankfurt                       | Duitsland | Bundesliga        | 10          | 0          |
| 2024/25 | Eintracht Frankfurt                       | Duitsland | Bundesliga        | 15          | 2          |
| Totaal  | Totaal                                    | Totaal    | Totaal            | 164         | 22         |

Bijgewerkt t/m 31 mei 2025.

## Interlandcarrière
In december 2018 werd Pawollek door bondscoach Martina Voss-Tecklenburg opgeroepen voor het Duits nationale team voor een winters trainingskamp tussen 14 en 21 januari 2019 in Marbella, Spanje. Een debuut voor Duitsland bleef uit.
In mei 2021 werd Pawollek, wier ouders zijn geboren in Polen, opgeroepen voor het Pools nationale team. Door een blessure kon ze niet haar debuut maken.  In juni 2022 werd ze opnieuw opgeroepen en maakte ze haar debuut in een vriendschappelijke wedstrijd tegen IJsland op 29 juni 2022. Pawollek maakte ook twee keer haar opwachting tijdens WK 2023 kwalificatiewedstrijden tegen Kosovo en Albanië.